# کورک‌چی
کورک‌چی (به لاتین: Kürəkçi) یک منطقه مسکونی در جمهوری آذربایجان است که در شهرستان یاردیملی واقع شده است. کورک‌چی ۱۸۵۱ نفر جمعیت دارد.